# The Man That Was Used Up

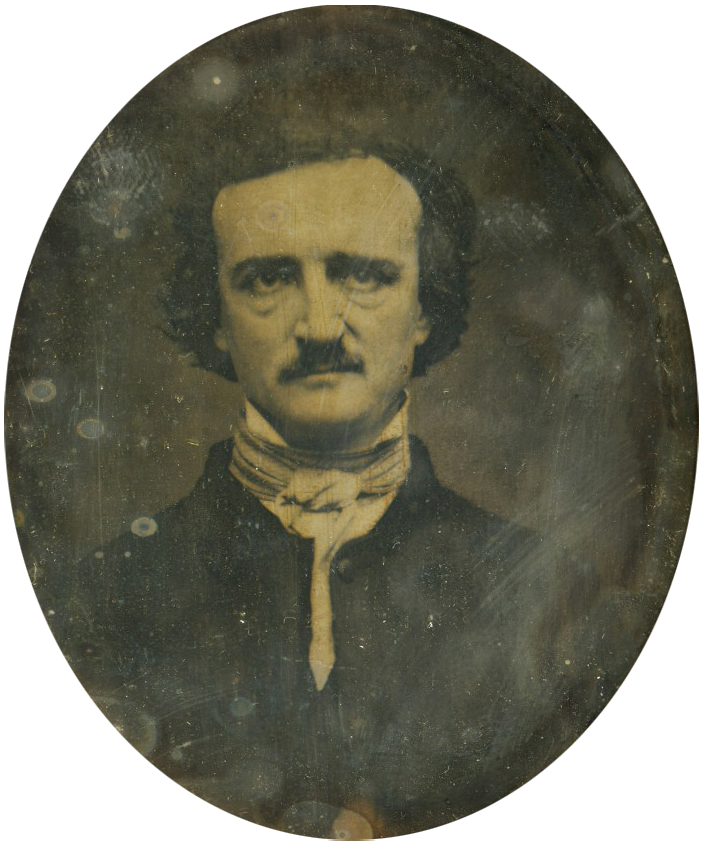
Edgar Allan Poe 1848 (Daguerreotypie)

The Man That Was Used Up (Untertitel: A Tale of the Late Bugaboo and Kickapoo Campaign) ist der englischsprachige Originaltitel einer satirischen Kurzgeschichte des amerikanischen Schriftstellers Edgar Allan Poe, die er im August 1839 in Burton’s Gentleman’s Magazine veröffentlichte und 1840 in die Sammlung Tales of the Grotesque and Arabesque aufnahm.
Ein für Poes Geschichten typischer namenloser Ich-Erzähler vermag nach einigen Schwierigkeiten hinter das Geheimnis eines hochdekorierten Brigadegenerals zu kommen.

## Inhalt
Ein Freund führt den Erzähler bei John A. B. C. Smith ein, einem „wahrlich schneidigen Burschen“, der in vielen Schlachten Heldentaten vollbracht haben soll. Mit seinem „Haupthaar“, das einem Brutus „Ehre gemacht“ hätte, dem Ebenmaß der Brust, den Schultern, die Apollon beschämt hätten, und der wohltönenden Stimme scheint er das Ideal eines Mannes zu sein.
Ihm fällt auf, dass der Held sich mit einer gewissen Steifheit und „rechtwinklige(n) Präzision“ bewegt, die ihm bei einer derart überragenden Persönlichkeit indes nicht affektiert oder gezwungen, sondern angemessen erscheint. Der Freund deutet an, dass der „Desperado“ bei den Damen wegen seines Draufgängertums beliebt sei, beginnt zu flüstern und will gerade mehr erklären, als der General ihn unterbricht und sich ein Gespräch entwickelt. Dabei erweist er sich als angenehmer Causeur mit überragender Allgemeinbildung, wenn er auch auf Einzelheiten der Schlachten nicht weiter eingeht, ins Philosophische abdriftet und sehr ausführlich die Errungenschaften der Technik und die neuesten Erfindungen preist.
Nach dem Gespräch ist der Erzähler neugierig geworden und trifft unterschiedliche Freunde und Bekannte, von denen er sich weitere Angaben verspricht. Sie alle loben Smith, verfluchen die Indianer, preisen langatmig das erfindungsreiche Zeitalter, deuten aber ein schreckliches Schicksal des Generals an. Der Erzähler kann sich noch so sehr bemühen, endlich Details zu erfahren – es gelingt ihm nicht, denn stets weichen sie aus, werfen andere Namen ein oder werden unterbrochen.
Als auch der vierte Versuch scheitert, begibt er sich zur Quelle selbst, um das „verruchte Geheimnis“ zu lösen.
Früh am Morgen steht er vor der Tür, wird aber vom Kammerdiener Pompeius zunächst ins Schlafgemach geführt, da der Held noch mit der Morgentoilette beschäftigt sei. Er blickt sich um und sieht auf dem Boden nur ein „wunderlich ausschauendes Bündel-Etwas“.
Schlecht gelaunt, befördert er es mit einem Fußtritt zur Seite. Da beginnt das Bündel mit quiekender Stimme zu sprechen und beklagt das wenig zivilisierte Benehmen. Entsetzt stolpert er zurück und sieht mit an, wie der bald herbeigerufene und beschimpfte Diener aus Korkbeinen, Glasaugen, weiteren Teilen und einer Perücke das Wesen zusammensetzt, das sich bald als General Smith entpuppt. Man müsse ja nicht „mit den Bugabus und Kickapus kämpfen, wenn man mit nur einer Schramme davonkommen will“.
Nachdem er auch seinen künstlichen Gaumen erhalten hat, steht er in alter Pracht vor ihm und kann erneut seine melodische Stimme erklingen lassen.

## Biographischer und politischer Hintergrund

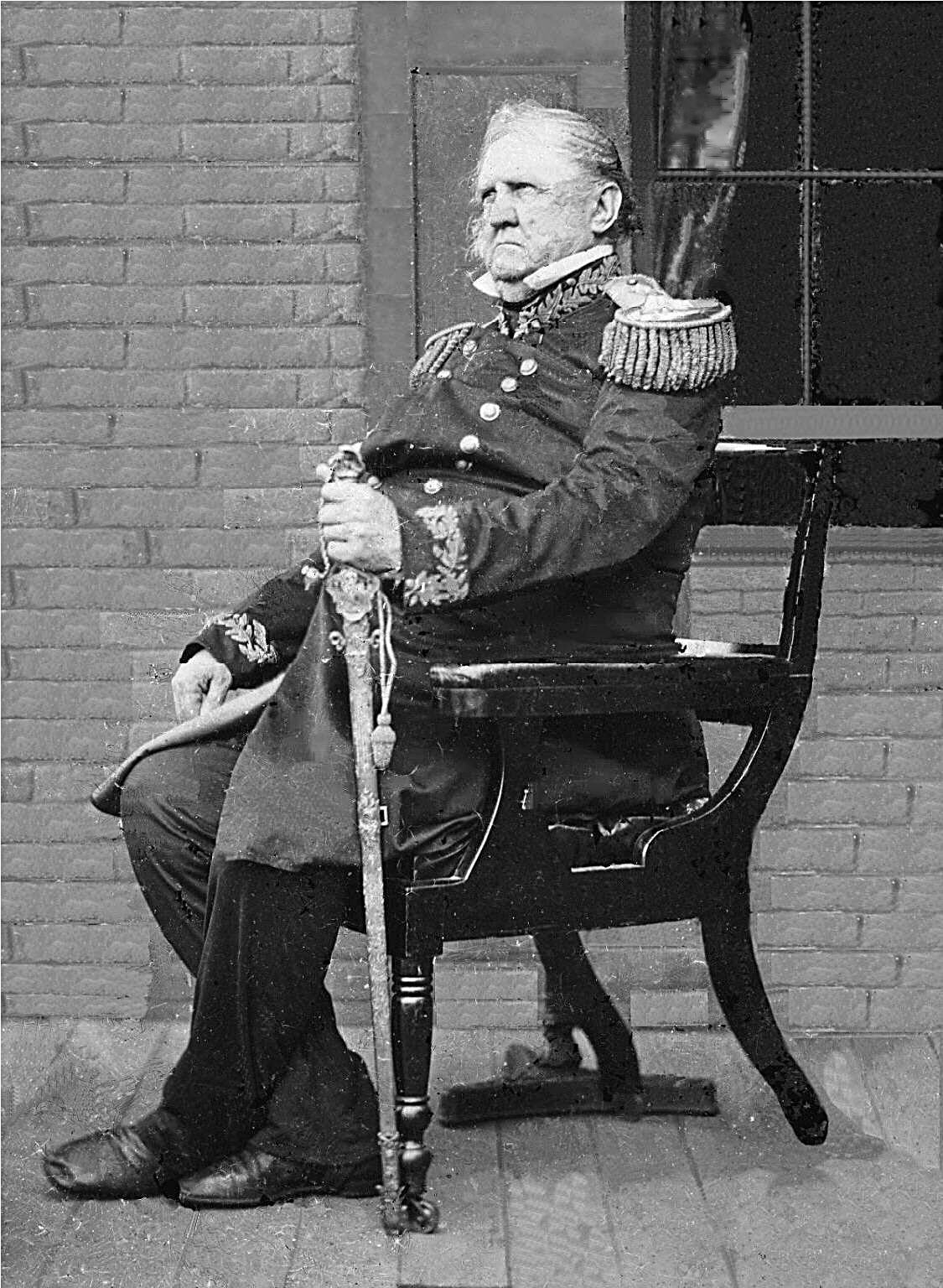
Lieutenant General Winfield Scott, 1861

Mit dem Titel der Erzählung spielte Poe vermutlich auf den Wahlkampfslogan der Whig Party „Van, Van, is a used-up man“ an, der sich gegen den amerikanischen Präsidenten Martin Van Buren richtete, dessen Amtszeit kürzer war als der kostspielige zweite Seminolenkrieg. Er war zunächst Vizepräsident unter Andrew Jackson, der sich als Oberbefehlshaber an den Indianerkriegen beteiligt hatte und den Indian Removal Act unterstützte.
Neben der Kritik an fortschrittsgläubigen und materialistischen Positionen nahm Poe in seiner Satire vermutlich den langjährigen General Winfield Scott aufs Korn, der sich an den Kämpfen gegen die Indianer beteiligt hatte.
Der Veteran des Britisch-Amerikanischen Krieges nahm später auch am Mexikanisch-Amerikanischen und Sezessionskrieg teil, war mit Edgar und seinem Ziehvater John Allan bekannt und genoss zu dem Zeitpunkt großes Ansehen.
Während Poes Zeit als Unteroffizier beim Artillerieregiment waren die Vorgesetzten mit seiner Leistung so zufrieden, dass sie bereit waren, ihn bereits am 1. Januar 1829 zum Sergeant-Major zu befördern. Er war zwar stolz, den Rang so schnell erreicht zu haben, konnte aber nach den Militärstatuten nicht weiter aufsteigen und strebte eine vorzeitige Entlassung an, für die er das Einverständnis seines Ziehvaters benötigte. Der aber war zunächst nicht bereit, dem undiplomatisch vorgetragenen Wunsch Poes zu entsprechen.
Später ließ Poe sich von zwei Offizieren überzeugen, die militärische Laufbahn doch nicht aufzugeben. Sie rieten ihm, sich als Kadett für die Militärakademie West Point zu bewerben, um in der Hierarchie weiter aufsteigen zu können. So wandte sich Poe erneut an Allan und bat ihn, sich beim Justizminister der Vereinigten Staaten William Wirt und General Scott für ihn einzusetzen, um eine Empfehlung zu erhalten.
Die erst spät eintreffende Antwort war enttäuschend und schockierend zugleich. Poe erfuhr, dass seine Pflegemutter Frances Allan im Sterben lag und er sich nach Richmond begeben solle.
In der Bibliothek Winfield Scotts fand sich später auch ein mit persönlicher Widmung versehenes Belegexemplar des Gedichtbandes Al Aaraaf, Tamerlane, and Minor Poems.

## Einzelheiten
Das Wort „Kickapoo“ im Untertitel bezieht sich auf einen Indianerstamm, gegen den der Held gekämpft haben will und den Poe in seiner 1840 veröffentlichten Erzählung The Business Man ebenfalls kurz erwähnte.
Mit „Bugaboo“ wiederum ist der Popanz gemeint, ein Kinderschreck, der wie der Butzemann (Bogeyman) eine grundlose Angst symbolisieren soll.
Liliane Weissberg weist auf die überschaubare Zahl literarischer Figuren in Poes Erzählwerk hin. Neben dem häufig – etwa in der Satire The Duc de L’Omelette – auftretenden Teufel fällt der „Neger-Kammerdiener“ und Sklave „Pompey“ (Pompeius) mehrfach auf, der in dieser Geschichte den Erzähler ins Haus lässt. Etwas später zitiert der General ihn ungeduldig herbei, der „Nigger“ solle ihm endlich seine künstlichen Zähne geben und sich beeilen. So ist Pompey als „negro-servant“ Begleiter der Signora Psyche Zenobia in den ursprünglich zusammenhängend veröffentlichten Satiren How to Write a Blackwood Article (Wie man einen Blackwood-Artikel schreibt) und A Predicament (In schlimmer Klemme – Die Sense der Zeit), während der Name in der Erzählung The Business Man (Der Geschäftsmann) für einen Hund verwendet wird.
Nach Auffassung Weissbergs deutet dies auf eine bezeichnende Verwendung der Figur des Schwarzen, die auch in anderen Werken zu erkennen ist. In seinem Roman Der Bericht des Arthur Gordon Pym etwa tritt der „Neger“ als angsteinflößender Fremder auf und in der Kurzgeschichte Der Goldkäfer spricht er einen nur schwer verständlichen Dialekt.

## Burlesken und Satiren
Die Kurzgeschichte zeigt eine Seite Poes, die relativ unbekannt ist, wird sein Name doch vorwiegend mit den Horror-, Abenteuer- und Science-Fiction-Erzählungen verbunden, zu denen Der Untergang des Hauses Usher und Der schwarze Kater, Eine Geschichte aus den Rauhen Bergen und Das vorzeitige Begräbnis gehören, deren Effekte den Leser unmittelbar ansprechen. Ein wichtiger Bereich seines Werkes, der von Kritikern vergleichsweise wenig beachtet wurde, kann indes als satirisch, burlesk und parodistisch bezeichnet werden. Neben The Man That Was Used Up zählen auch The Duc de L’Omelette, König Pest und A Tale of Jerusalem zu den Burlesken.
Die „Arabesken“ und „Grotesken“ lassen sich nicht einfach voneinander abgrenzen, zumal Poe selbst die Begriffe nicht eindeutig unterschied und beide den Charakter seines Œuvres ausmachen, das als „bizarr“ und „überraschend“ ebenso eingestuft werden kann wie als „originell“ und „phantasievoll“.
Von seinen frühen fünf Beiträgen für die Philadelphia Saturday Courier ist lediglich seine erste Erzählung Metzengerstein eine Arabeske, die auf die späteren großen Schreckensgeschichten deutet, während die übrigen vier zu den Burlesken gehören.
Trotz dieser Abgrenzungsschwierigkeiten lassen sich für Poes Burlesken und Satiren gewisse Wesenszüge herausarbeiten. Zu ihnen gehört etwa die Entwicklung eines Betrugs, der im Verlauf der Erzählung entdeckt wird.
Ein weiteres Kennzeichen sind neben den vielen Wortspielen und doppeldeutigen Redensarten seine bizarren, häufig ins Tierhafte und Verkrüppelte gehenden Figurenzeichnungen, mit denen er die romantische und gotische Schauerliteratur parodierte.
Gegenüber den Geschichten des Grauens setzen die Satiren und Burlesken häufig ein umfangreiches Hintergrundwissen über den literarischen Geschmack der Zeit und andere Details voraus, um verstanden zu werden, was zu ihrer vergleichsweise geringen Popularität führte.
Untersucht man Poes Frühwerk, fällt auf, dass er auf den groben Humor nach 1838 verzichtete und bei seinen Überarbeitungen auf viele obszöne und beleidigende Anspielungen und aufdringliche Tiraden verzichtete.

## Deutsche Ausgaben (Auswahl)
- 1901: Hedda Moeller: Der künstliche Mann. J.C.C. Bruns, Minden.
- 1922: Wolf Durian: Der Mann, der aufgerieben worden war. Propyläen, München
- 1922: A. von Bosse: Der Mann, der aufgerieben wurde. Rösl & Cie., München
- 1960: Christel und Helmut Wiemken: Der Held des technischen Zeitalters. Schünemann, Bremen
- 1966: Hans Wollschläger: Ein verbrauchter Mann. Walter Verlag, Freiburg i. Br.
- 1974: Elga Abramowitz: Der Mann, der aufgerieben worden war. Rütten & Loening, Berlin
- 1989: Barbara Cramer-Nauhaus: Der Mann, von dem nichts übrig blieb. Insel-Verlag, Leipzig, ISBN 3-7351-0115-1